# Polizeiruf 110: Jugendwahn
Jugendwahn ist ein deutscher Kriminalfilm von Bodo Fürneisen aus dem Jahr 2001. Es ist die 225. Folge innerhalb der Filmreihe Polizeiruf 110 und der 15. Fall für die hallischen Kommissare Schmücke und Schneider.

## Handlung
Die bekannte Schauspielerin Mira Bruns erscheint in der Firma ihres Exmannes. Als sie ihn in seiner Wohnung im oberen Stockwerk aufsuchen will, findet sie ihn leblos auf dem Boden liegend. Er wurde mit einem Kaminhaken erschlagen, der sich noch am Tatort befindet. Allerdings finden sich darauf keine Fingerabdrücke, dafür Lippenstiftspuren von Mira Bruns an der Leiche. Die Kommissare Schmücke und Schneider beleuchten zunächst das Umfeld des Opfers. Dieter Fritsch war seit Jahren geschieden und hatte eine eigene Firma, die ihm seine Gattin finanziert hatte, als es ihr wirtschaftlich sehr gut ging. Mittlerweile war er mit der jungen attraktiven Claudia verheiratet, die allerdings nicht gleich auffindbar ist. Erst spät am Abend kann Schmücke sie erreichen. Nach ihren Schilderungen hatte sie alles getan, um ihrem Mann zu gefallen und auch alles, um ihm seine geliebte Exfrau zu ersetzen. Dazu hatte sie sich gekleidet wie sie, eine Perücke getragen und auch das gleiche Make-Up benutzt, um ihm seine Frau so gut es ging zu ersetzen. Sie hatte stets das Gefühl, ihren Mann über kurz oder lang an Mira Bruns zu verlieren. Claudia Fritsch gibt zu, ihrem Mann einen Denkzettel verpassen zu wollen und deshalb so lange weg gewesen zu sein, doch hätte sie ihm nie etwas antun können.
Die Kommissare befragen immer wieder Mira Bruns, um mehr Details zu bekommen, aber sie treffen sie nie richtig nüchtern an. Sie erfahren peu à peu, dass auch sie ihren Mann noch immer liebt und finanziell von ihm abhängig war, da sie schon seit Jahren keine Engagements mehr erhält. Dafür ist sie einfach nicht mehr jung genug. Monatlich muss sie daher ihren Exmann um Unterhalt bitten. Dieser ist aufgrund ihres jugendlichen und sportlichen Liebhabers Lukas nicht unerheblich.
Für Schmücke und Schneider kommt an sich nur eine der beiden Frauen als die Täterin in Betracht. Beide haben kein Alibi, beide benutzen einen identischen Lippenstift. Nachdem allerdings Claudia Fritsch ihren wertvollen Schmuck vermisst und auf der Terrasse Fußspuren entdeckt werden, sind auch ein Raubmord und ein anderer Täter denkbar. Das Profil lässt auf Golfschuhe schließen. Nach Überprüfung der Schuhe von Lukas Stelzer ist die Kriminaltechnikerin Weigand sicher, dass er den Einbruch begangen haben dürfte. Stelzer wird daraufhin festgenommen und räumt ein, bei Fritsch eingebrochen zu sein, um den Schmuck zu stehlen. Er hätte aber niemanden deshalb erschlagen.
Als Mira Bruns erfährt, dass ihr Geliebter des Mordes bezichtigt wird, gibt sie zu, Fritsch erschlagen zu haben, da sie sich, wie so oft, um den Unterhalt gestritten hätten. Nachdem er sie beschimpft und gefordert hatte, dass sie Lukas Stelzer verlässt, sei sie so wütend geworden, dass sie nach dem Kaminhaken gegriffen und zugeschlagen hatte. Sie nahm an, dass er noch lebte und lief in Panik weg, kehrte dann aber zurück und fand Fritsch tot vor.

## Hintergrund
Jugendwahn wurde im Auftrag des MDR vom „Mitteldeutsches Filmkontor“ (MDF) produziert und am 21. Januar 2001 im Ersten zur Hauptsendezeit erstmals ausgestrahlt.

## Kritik
Die Kritiker der Fernsehzeitschrift TV Spielfilm vergaben die bestmögliche Wertung (Daumen nach oben) und fanden, Jugendwahn „geht selbst den Kriminalisten an die Nieren“.